# 陸廣 (天順進士)
陸廣（1437年—？），字德宏，浙江嘉興府嘉興縣人，明朝政治人物，進士出身。

## 生平
天順三年（1459年）己卯科浙江鄉試第六十七名舉人，天順八年（1464年）中式甲申科會試第一百二十四名，二甲第三十六名進士。官至江西撫州府知府。

## 家族
曾祖陸用和；祖父陸餘慶；父陸明善。